# Gmina Tunjë
Gmina Tunjë (alb. Komuna Tunjë) – gmina  położona w środkowej części Albanii. Administracyjnie należy do okręgu Gramsh w obwodzie Elbasan. W 2011 roku populacja gminy wynosiła 1393 w tym 678 kobiety oraz 715 mężczyzn, z czego Albańczycy stanowili 67,41% mieszkańców.
W skład gminy wchodzi dziewięć miejscowości: Tunjë, Tunjë e Re, Duzhë, Irmanj, Jançë, Jançë-Mal, Kateris, Lubinjë, Oban, Prrenjas, Plepas, Sarasel.